# Andes akaensis
Andes akaensis är en insektsart som beskrevs av Synave 1960. Andes akaensis ingår i släktet Andes och familjen kilstritar. Inga underarter finns listade i Catalogue of Life.